# Кам'яне (Сарненський район)
Кам'яне́ (до 1940-х років — Войткевичі) — село в Україні, у Березівській сільській громаді Сарненського району Рівненської області. Населення становить 1248 осіб.

## Історія

### Спогади про село 500 років тому
Понад 500 років тому назад, на берегах тепер неіснуючої річки Вишня, появилося невелике поселення, яке назвали Вишневе.
Перші жителі вели боротьбу з татарами. Усні оповідання про ці часи передаються з покоління в покоління. А саме: татари обсновували ліс шовковою ниткою і так забирали людей в полон. Люди тікали до лісу, але й там незнаходили порятунку. Пташка сойка теж допомагала татарам віднайти людину. Побачивши її, вона кричала і на цей крик татари наздоганяли людей. Багато людей тоді було знищено. Ще й до сьогодні, навколо села на урочищах Загребля та Насп'я збереглися кургани, могили людей.
Кілометрів з 13, недалеко озера Сомити є долина, яка зветься татарською. Саме тут татари формували свої загони і тоді робили раптові набіги на поселення. Це було XVIII ст.
Місцем схованки від татарських наскоків люди обрали-Бабині островки. Ось тут і були знайдені жорна, ткацькі верстати, мотовила, саме тут наші предки пристосувалися снувати(у хвойних деревах робили дірки, забивали кілочки і так снували пряжу). Розпочали займатися ремеслом. Дотепер залишилися отвори в деревах та печери, хоча вже і вросли в землю.

### Життя людей в 16-17 ст.
У XVI ст. село Вишневе належало до Бабинського ключа, було власністю дворян Бабинських. Жорстокої кріпаччини і солдатчини зазнали селяни. Денисовець Андріан служив у солдатах 25 років, після нього ще 8 селянських хлопців служили в царській армії по 21 року.
В XVII ст. село було продано пану Рябчинському: всі хати, які були розкидані навколо річки і урочища Войков, це частина теперішнього села від «ферми» до «Дуба».
Пан Рябчинський зселив і село дістало назву Війткевічі. Тут же на гірці було кладовище наших предків. На сьогодні зберігся великий кам'яний хрест.
Село переходило з одних панських рук в інші. Майже 20 років було в залежності пана Палешного. Це був один із наймилостивіших панів, який частково турбувався про селян: допомагав їм харчами, сінокосами, землею. Дружина пана похована на сучасному кладовищі.
Пан замовив пам'ятник дружині у Житомирі, а в село привіз волами. Лише частина залишилася на сьогодні, а то зруйновано в наші часи.

### Визвольні змагання
Після жовтневого перевороту селяни розгромили маєтки пана Мондрика. Одного управителя вбили, а другий разом з матір'ю пана втік до Польщі.
У січні 1918 року розпочався перший період радянської окупації. У грудні 1918 року повернувся пан Мондрик разом із німецькими військами. Комуністичних посіпак було вбито.
19 березня 1921 року село було окуповане поляками.

### Польський уряд
За переказами старожилів село Війткевічі не попадало під польське володіння. Радянсько-польська комісія провела кордон в 1921 році, захопивши тільки Смолін. Але поляки, які на той час населяли с. Будки-Кам'янські, були невдоволені рішенням. Комісія y l922 році переглянула справу і було встановлений кордон, за яким Будки і Війткевичі були віднесені до Польщі. Навколо села було встановлено 4 застави, атам, де тепер лікарня-отвод. Життя селян стало нестерпним. Уже появилися польські гроші-злоти, але на них селянинові приходилось тяжко працювати. Магазинів у той час було багато, але всі вони були у євреїв: Хані, Берка, Гершка.
Почався розвиток освіти: У шкільному саду побудовано 4-класну школу (в цій школі учні вчилися до 1976 року). У цю школу ходили поляки і українці, тому на уроки приходили і піп, і ксьондз. Поляки ходили молитися у костьол за село, а українці в церкву.
Убогість, злиденність почала зароджувати у душах селян прагнення до непокори, до боротьби проти польських порядків.
17 вересня 1939 року прийшла жадана воля село — радянське. Організовано три колгоспи: «Червона зірка», «ім. Молотова», «Прогрес». А 1 вересня 1940 року вони об'єдналися в один, де головою колгоспу був Мініч Юхим, а головою с/ради — брат Бурмаки Тетяни Олексіївни, Денисовець Антон.
На кінець 1939 року в селі Війткевичі проживало 1998 осіб. Тривала перебудова села. Люди відчули життя.

### Грізні роки німецько-радянської війни
Війна порушила мирне життя і працю людей. Під час окупації, восени 1941 року гітлерівці створили у селі поліцейську дільницю. їх поплічники активно допомагали окупантам грабувати населення. Жителі села постійно тримали зв'язокіз партизанськими загонами, переховували втікачів, повідомляли про небезпеку, постачали одяг і харчі для партизан. 19 грудня гітлерівці рушили на Війткевичі. 26 грудня 1942 року о 4 год. вечора гітлерівці зігнали всіх жителів с. Будки в помешкання школи. Чоловіків розстріляли у шкільному сараї, а жінок і дітей спалили у школі. Було знищено 646 мирних жителів. Дівчат та юнаків 15-19 років вивозили до Німеччини на різні тяжкі роботи. Але під час визволення більшість повернулася на рідні землі Це Воробей Єва Степанівна, Хільковець Анастасія Федорівна та ін.
Усіх жителів села Війткевичі нацисти зігнали у хату Конти Петра Ярославовича підпалили і закрили двері. Врятувався лише Колядич Василь Юхимович. У Конотопі двічі квартирувало з'єднання С. А. Ковпака. Німці боялися іти до лісу, але спалили 296 дворів.
На території села загинув командир партизанського (з'єднання)
Загону П. М. Голуб, секретар комсомольської ланки Новак Васелина, Іван Талах.
Війткевичі були визволені від німецько-нацистських окупантів у січні 1944 року.
Проживши трагічну історію село Війткевичі назавжди залишилося в пам'яті народу, а в 1946 році за бажанням жителів село отримало нову назву Кам'яне.
Молоде покоління, юнь незалежної держави прикрашає і примножує здобутками історію свого села.

## Населення
За переписом населення 2001 року в селі мешкала 1 341 особа.

### Мова
Розподіл населення за рідною мовою за даними перепису 2001 року:
| Мова       | Відсоток |
| ---------- | -------- |
| українська | 99,48 %  |
| російська  | 0,45 %   |
| білоруська | 0,07 %   |

## Освіта та культура
Темним і безпросвітним було життя поліщуків. Сотні сіл поліського краю не мали шкільних приміщень, не було вчителів, які змогли б дати освіту дітям.

### Розвиток освіти села
Приблизно у 1890 році в селі, відкривається один клас в хаті Савки Титовського. Власник хати був (як на той час) освіченою людиною, бо вмів читати і писати. Навчала цей клас дружина приїжджого шинкаря. Згодом, приблизно в 1890 р., сільський священик віддає чотирикімнатне приміщення на своїй садибі під школу. Батьків, що бажали віддати своїх дітей на навчання, було небагато. Причиною тому були матеріальні нестатки. Але все — таки було набрано 3 класи, навчання яких вели Михайло Сябрук і Сільвестр Гулін — обидва приїжджі. Ця школа проіснувала до років громадянської війни. Непогані здібності до навчання виявив Кравчук Устим Демянович 1902 р. н. Йому було запропоновано подальше навчання в Овручі, але через матеріальні нестатки мрія молодого парубка не здійснилася. 1919 р.- це роки неспокою, злиднів і розбою.
Наш край переходив з одних рук в інші, та найдовше перебував під владою Польщі. Дітей в роки суматохи вчили в будинку єврея, вчителькою була приїжджа українка на ім'я Катерина. Навчання проводилось лише польською мовою. Раз у тиждень по одному уроку з православними дітьми проводив заняття священик, а з католиками — ксьондз. По закінченню польської школи видавали свідоцтво, де зазначали прізвище, ім'я по батькові, рік народження, успішність. У 1939 році на місці старої школи була побудована нова школа, розрахована на 7 класів і введено посаду керівника — «директор школи». Школа була дуже красива, простора ―як згадують односельці, але в ній навчалися лише два тижні поки територія села була звільнена з-під влади Польщі. У 1940 р. в цьому приміщенні почалося чотирикласне навчання. Перші дні навчання розпочав Жук Костянтин і його дочки — Соня і Надія. Надалі почали приїжджати нові вчителі і директором школи обрали Марію Василівну Щербу. У роки Німецько-радянської війни село було окуповане німцями, школа на той час не працювала. У 1942 р. село спалили німці і люди перейшли жити в ліси. Лише у жовтні 1945 р. в район відрядили молодих вчителів серед них були вчителі, які направлені і в наше село. Це вони розпочинали тут свою трудову діяльність, організовували навчання жителів села у чотирикласних початкових школах, які знаходилась по хуторах в сільських непристосованих будинках. З 1946 по 1949 рр. 5-6 класи вчилися у хаті Савич Ганни та Мініч Ксенії . В той час викладали історію, українську та російську мову і літературу, математику, географію. Першим директором був призначений Хрипун Михайло Степанович. У 1951 р. хуторські школи закрили перевели до села. Навчання проходило в три зміни, функціонувала вечірня школа.
У 1959 році розпочали будівництво другого приміщення школи. Чимало праці приклали вчителі літом. Білили, вимощували класи, закінчили будівництво у 1962 р.

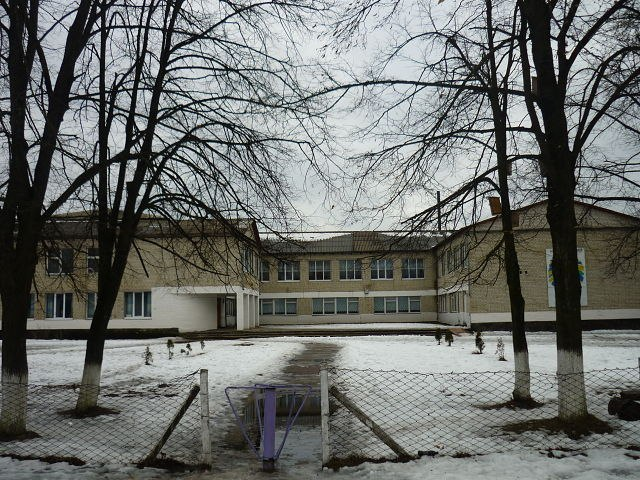
Кам'янська школа

11 березня 1962 року Іван Петрович Денисенко затверджений директором Кам'янської середньої школи.
У школі по новому зазвучала рідна мова, у рідній школі. Почала відроджуватися нація, разом з тим і духовна культура. У навчальні плани введено новий предмет –українознавство. Де учні детальніше вивчають історію життя, звичаї, обряди свого народу. Впроваджуються нетрадиційні форми навчання з окремих предметів. Зокрема нову методику проведення уроків втілює в життя вчитель біології Денисенко Катерина Петрівна, Деркач Августина Лук'янівна, Марчук Надія Олександрівна. Згодом школа поповнилася новими місцевими кадрами.
У жовтні 1999 р. сталися корінні зміни у стінах школи. Директор Денисенко І. П. розрахувався і призначена новий директор — Мініч Марія Степанівна. На даний час директором школи є Мініч Тетяна Олександрівна. У 2015 році Кам"янська загальноосвітня школа І-ІІІ ступенів [Архівовано 2 квітня 2015 у Wayback Machine.] була реорганізована в Кам"янський навчально-виховний комплекс (Загальноосвітній навчальний заклад І-ІІІ ступеню) Дошкільний Навчальний Заклад.Розвитком культури в селі займається сільський клуб та публічно-шкільна бібліотека. Клуб був заснований у 1949 році коли почалася післявоєнна відбудова села. Із хуторів перевозили старі хати для відбудови народного господарства. Тоді й збудували сільський клуб. У 1966 році у сільському клубі почали показувати кінофільми, організовувалися концерти до різних свят. Першим завклубу у селі був Хільковець Василь Іванович. З появою приїжджих вчителів до села направили завідувачів клубу зі спеціальною освітою — Щербу Надію, згодом Чорну Надію та інші. На даний час працює завідувачка клубу — Семеняка Наталія Григорівна. В клубі діють художні гуртки: вокальний, художнього читання, дитячий фольклорний гурток, проводяться різні масові заходи.

## Медицина
У селі діє Кам"янська лікарська амбулаторія загальної практики-сімейної медицини [Архівовано 27 вересня 2016 у Wayback Machine.] та пункт швидкої медичної допомоги. Приміщення лікарні було збудоване в 1961 році під Кам'янську дільничу лікарню [Архівовано 24 вересня 2015 у Wayback Machine.] Першим лікарем був назначений Старанкевич Петро Васильович, який приїхав працювати головним лікарем. З 2012 року лікарня реорганізована і в її приміщенні діє два різні медичні заклади: амбулаторія та пункт швидкої допомоги. У амбулаторії працюють геніколог, два фельдшери, дитяча медсестра, лаборант, два зубних лікарі, обслуговчий персонал. На цей час завідувачем амбулаторії є Ходакевич Володимир Миколайович. Пунктом швидкої допомоги керує старший фельдшер Хільковець Ніна Петрівна.

## Промисловість
У 1945 році було створене Войткевичське лісництво, яке ввійшло до складу Рокитнівського лісгоспу. Площа лісництва складала по матеріалах лісовпорядкування 1950—1951 років 18419 гектарів, до складу лісництва ввійшли землі Войткевичського казенного (Поліського) лісництва та колишні панські ліси від Войткевич до Познані, Глинного, Мушні. У лісництві нараховувалось 189 кварталів, воно ділилося на дві ділянки, 15 обходів. Спершу контора лісництва знаходилася в приватному будинку приїжджого з Житомира шинкара, який на той час був і лісничим. В 1954 році під керівництвом лісничого Окружка Петра Павловича збудоване приміщення контори лісництва. В 1960 році лісництво ввійшло до складу новоствореного лісгостагу Остківський. Тоді ж Войткевичське лісництво розділили на три частини: Кам'янське, Смолінське (Познаньське), Дубнівське. Частина лісофонду ввійшла до новоствореного Мушнянського лісництва.
У 1967 році лісничим став Миропольський Леонід Іванович. За час його роботи Кам'янське лісництво швидкими темпами набирало обертів зростання. З малого лісництва утворилося велике підприємство з підсобним господарством. Вирощували не тільки ліс, але займалися й розведенням великої рогатої худоби та свиней. Основна діяльність підприємства –посіви та догляд за лісовими культурами. Заготівля та переправа деревини до Остківського лісгоспу [Архівовано 14 квітня 2015 у Wayback Machine.]. На даний час лісничим Кам'янського лісництва є Рябущиць Микола Михайлович.
В селі також функціонують шість лісопилень та деревообробний цех з виробництва дерев'яної вагонки — приватної форми власності.

### Сфера послуг
На території села працює 10 продуктових магазинів, два магазини промислових товарів та два бари. Три приміщення магазинів знаходились у власності Рокитнівського Сільського Споживчого Товариства [Архівовано 14 квітня 2015 у Wayback Machine.], проте за останні роки поступово перейшли в приватну власність. В магазинах можна придбати не тільки продукти харчування а й речі широкого вжитку. Бар «Шарм» збудований в 2008 році, основне його завдання — обслуговування молоді в вечірній час, ігри, дискотека. В одному з баром приміщенні знаходиться продуктовий магазин приватного підприємця Хільковця Івана Сидоровича. В магазинах промислових товарів можна придбати запчастини до сільгосптехніки, цвяхи, фарбу, мастила та ін.
Функціонує аптека заснована в 1961 році, коли була збудована дільнича лікарня. Першою завідувачкою аптеки було призначено Мигай Галину Іванівну, яка приїхала працювати з міста Києва. На даний час аптека перебуває у приватній власності Воробей Галини Миколаївни, аптекарем працює Габор Наталія Іванівна. Аптека обслуговує 5 населених пунктів, амбулаторію та ФАПи навколишніх сіл.

## Відділення зв'язку
Відділення зв'язку функціонує у приміщенні сільської ради. P 1962 року почали доставляти пошту до нашого села. Тоді ж і виділили невеличку кімнату у Сільській раді. Потім перевели в інше приміщення. Пошту спочатку возили кіньми з смт Рокитного, а потім відколи запрацювала Смолінська лісодільниця, ходив мотовоз із села Остки, який перевозив лісоматеріали та листи з телеграмами та посилки. У 1972 році побудували нове приміщення для відділення зв'язку. Першим завідувачем працював — Жеребило Григорій Трохимович. Потім працював — Мініч Михайло Артемович. У 1990 році начальником відділення поштового зв'язку стала Троханенко Тамара Михайлівна. На даний час відділення зв'язку обслуговує три села: Кам'яне, Обсічі, Будки- Кам'янські. Дані села обслуговує три листоноші. Відділення зв'язку надає різні послуги, а саме: підписка періодичних видань, відправка грошових переказів, виплата пенсій і різних соціальних виплат, доставка періодичних видань додому. У відділенні зв'язку сьогодні можна поповнити рахунок на мобільний телефон, виписати ліки на замовлення, замовити електронний квиток та ще й придбати різні товари широкого вжитку, а для пенсіонерів листоноші носять необхідні товари додому. В приміщенні сільської ради з 1993 року функціонує відділення ощадбанку ТВБВ № 10017/0171 [Архівовано 16 квітня 2015 у Wayback Machine.]. Почало воно функціонувати відтоді як з'явинось відділення зв'язку — в 1962 році, в окремо збудованому приміщенні, тоді відділення називалося «касса сбербанка» № 6575/09 Рокитнівського управління. Перша завідувачкою відділення ощадкаси була Кислицька Ксенія вона одночасно виконувала обов'язки завідувачки відділення зв'язку. З 1983 року і по наш час завідувачкою відділення ощадбанку працює Хільчук Ніна Федорівна.

## Релігія
Св'ято-Михайлівський храм (Церква в ім'я покровителя небесних сил — Архистратига Михаїла)Сарненської Єпархії Української Православної церкви [Архівовано 21 березня 2015 у Wayback Machine.] Московського патріархату побудована на кошти жителів та пожертв на храм в 1991 році. Споруда з'явилася поблизу старішого дерев'яного храму, котрий згорів під час війни. Закінчилося будівництво 1990 року, а 26 червня 1191 року церкву освятили. Першим настоятелем храму був ієрей Георгій. В 1996 році в церкві зробили іконостас, розмалювали стіни, провели парове опалення. У 2010 році за ініціативою теперішнього священника Петра розпочався ремонт храму, зробили новий триярусний іконостас, стіни оздобили дерев'яною вагонкою. придбали нові настінні ікони, оновили все церковне начиння, територію храму обнесли бетонною огорожею. До храму регулярно приходять на богослужіння, сповідаються і причащаються. В 1989 році Савич Петро Терентійович організував релігійну громаду протестантської віри―П'ятидесятників (назва походить від дня П'ятидесятниці — старозаповітнього свята, у яке на 50 день після Пасхи відбулося зішестя Святого Духа на Апостолів (В Біблії Дії розділ 2) П'ятидесятники сповідують триєдність Бога — Отця, Сина і Духа Святого, кожна з Осіб якого має всі атрибути Бога. Він же і став першим просвітером у селі. Збиралися таємно, в одній із домівки віруючих тому, що радянська влада ввела режим тоталітарного переслідування християн протестантського напряму. В той час громада нараховувала до двохсот чоловік. У 1997 році за кошти громади та пожертв розпочалось будівництво молитовного дому, котрий служить місцем молитви донині. Будівництво розпочав Мініч Павло Кузьмич, який був на той час просвітером але згодом виїхав до Америки. На даний час громада нараховує до 50 осіб, 23 із них прийняли хрещення водою, просвітером є Денисовець Юрій Іванович.

## Відомі люди
Бойовий шлях Соловей Г. С. почав в грудні 1944 року. В цьому році був призваний на дійсну службу в ряди Радянської Армії в місто Борисоглєбськ. Пройшовши перепідготовку, був зарахований у 12-й запасний кавалерійський полк. Визволяючи нашу землю від німецько — нацистських загарбників кавалерійський полк з боями дійшов до Берліна. За відвагу і доблесть проявлені в боях був нагороджений: Орденом Великої Вітчизняної війни, Медаллю «За відвагу», Медаллю «За взяття Берліна», Медаллю Жукова Медаллю «За перемогу над Німеччиною у Великій Вітчизняній Війні 1941—1945 рр.», Ювілейною медаллю «Двадцять років перемоги у Великій Вітчизняній Війні 1941—1945 рр.», Ювілейною медаллю «Двадцять п'ять років перемоги у Великій Вітчизняній Війні 1941—1945 рр.», Ювілейною медаллю «Тридцять років перемоги у Великій Вітчизняній Війні 1941—1945 рр.», Ювілейною медаллю «50 років Збройних Сил СРСР», Пам'ятним знаком «50 років визволення України», Ювілейною медаллю «60 років збройних сил СРСР», Ювілейною медаллю «60 років перемоги у Великій Вітчизняній Війні 1941—1945 рр.», Ювілейною медаллю «65 років перемоги у Великій Вітчизняній Війні 1941—1945 рр.»
Семеняка Микола Миколайович, народився в селі Кам'яне 6 грудня 1967 року. Шкільні роки пройшли в Тюменській області РРФСР, де Микола здобув фах агронома. Ветеран війни в Афганістані (1987—1989), десантник. Нагороджений радянським Орденом Червоної зірки. У 1992 році переїхав на Київщину, де проживав у селі Коржі Баришівського району. Приватний підприємець. З 2006 року обирався депутатом сільради, райради. У 2013—2014 роках брав активну участь в Революції Гідності, у складі 8-й афганської сотні Самооборони Майдану. У 2014—2015 захищав Україну у складі 24-го окремого штурмового батальйону «Айдар», позивний «Баграм». Один із засновників організації «Ніхто, крім нас». В листопаді 2015 року обраний депутатом Київської обласної ради VII скликання, член Постійної комісії з питань екології, природокористування, водних ресурсів, ліквідації наслідків аварії на ЧАЕС та інших надзвичайних ситуацій. Помер від інфаркту вночі 27 червня 2016 року.